# Публий Сулпиций Руф (цензор)
Публий Сулпиций Руф (на латински: Publius Sulpicius Rufus) e политик на Римската република от 1 век пр.н.е.

## Произход и политическа кариера
Произлиза от фамилията Сулпиции, клон Руф. Син или внук е на Публий Сулпиций Руф (народен трибун 88 пр.н.е.). Женен е за Юлия, вероятно дъщеря на Гай Юлий Цезар Старши и има дъщеря Сулпиция, която се омъжва за Луций Корнелий Лентул Крусцелион (претор 44 пр.н.е., суфектконсул 38 пр.н.е.).
През 69 пр.н.е. той е квестор. През 50 – 55 пр.н.е. е легат на Гай Юлий Цезар в Галия и в Испания по време на гражданската война против Луций Афраний и с Марк Петрей, които капитулират.
През 48 пр.н.е. Публий Сулпиций Руф e претор. Командва флотата на Цезар във Вибо Валентия против Гай Касий Лонгин. През 46 пр.н.е. e пропретор или проконсул на провинция Илирия, бил провъзгласен на император през 45 пр.н.е. и Сенатът го чества.
През 42 пр.н.е. патрицият Публий Сулпиций Руф е цензор заедно с Гай Антоний Хибрида (от плебейска фамилия), но не извършва lustratio.